# Western Union
The Western Union Company là một công ty dịch vụ tài chính và truyền thông toàn cầu của Mỹ. Trụ sở chính đặt tại Denver, Colorado. Cho đến khi ngừng dịch vụ vào năm 2006, Western Union là công ty nổi tiếng nhất của Mỹ trong lĩnh vực kinh doanh trao đổi điện báo.
Western Union có một số bộ phận, với các sản phẩm như chuyển tiền từ người sang người, lệnh chuyển tiền, thanh toán kinh doanh và dịch vụ thương mại. Công ty đã cung cấp dịch vụ "Cabletelegram" tiêu chuẩn, và Candygram, Dollygram và Melodygrams.
Western Union, với tư cách là một nhà độc quyền công nghiệp hóa, đã thống trị ngành công nghiệp điện báo Mỹ vào cuối thế kỷ 19. Đó là đế chế truyền thông đầu tiên và thiết lập một mô hình cho các doanh nghiệp truyền thông kiểu Mỹ như ngày nay chúng được biết đến.

## Lịch sử

### Thế kỉ 19
Năm 1851, New York and Mississippi Valley Printing Telegraph Company được Samuel L. Selden, Hiram Sibley và những người khác thành lập tại Rochester, New York với mục tiêu tạo ra một hệ thống điện báo tuyệt vời với các hoạt động thống nhất và hiệu quả. Trong khi đó, Ezra Cornell đã mua lại một trong những công ty bị phá sản của mình và đổi tên thành Công ty Điện báo New York & Western Union. Ban đầu các đối thủ cạnh tranh khốc liệt, đến năm 1856  cả hai nhóm cuối cùng đã bị thuyết phục rằng hợp nhất là sự thay thế duy nhất của họ cho sự tiến bộ. Công ty được sáp nhập được đặt tên là Công ty Điện báo Western Union theo ý kiến của Cornell, và Western Union đã ra đời.
Western Union đã nhanh chóng mua lại các công ty nhỏ hơn và đến năm 1860, các tuyến thông tin của nó đã đi từ Bờ Đông đến Sông Mississippi và từ Hồ Lớn đến Sông Ohio. Năm 1861, nó đã mở dịch vụ  điện báo xuyên lục địa đầu tiên. Năm 1865, nó đã thành lập Công ty Điện báo Hoa Kỳ-Nga trong nỗ lực liên kết Mỹ với Châu Âu, qua Alaska, vào Siberia, đến Moskva (dự án này đã bị ngưng vào năm 1867). Công ty có được tăng trưởng phi thường trong vài năm sau đó. Dưới sự lãnh đạo của các tổng thống Jeptha Wade và William Orton, vốn hóa của nó đã tăng từ 385.700 đô la năm 1858 lên 41 triệu đô la vào năm 1876. Tuy nhiên, nó rất nặng nề với các vấn đề chứng khoán và phải đối mặt với sự cạnh tranh ngày càng tăng từ một số công ty, đặc biệt là Công ty Điện báo Đại Tây Dương và Thái Bình Dương do chính nhà tài chính Jay Gould tiếp quản vào năm 1875. :196–201 Năm 1881, Gould nắm quyền kiểm soát Western Union.

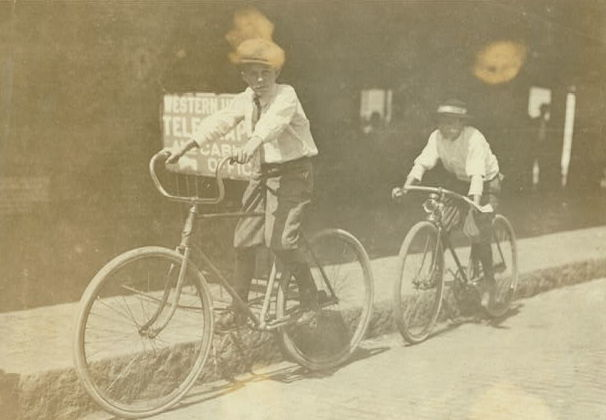
Wilbur Bold, một cậu bé đưa bưu phẩm Western Union 12 tuổi, Tampa, Florida, 1911

Nó đã giới thiệu sticker gắn vào hàng lóa đầu tiên vào năm 1866 và dịch vụ thời gian được chuẩn hóa vào năm 1870. Năm sau, 1871, công ty giới thiệu dịch vụ chuyển tiền, dựa trên mạng lưới điện báo rộng khắp. Năm 1879, Western Union rời khỏi ngành kinh doanh điện thoại, giải quyết vụ kiện bằng sáng chế với Công ty Điện thoại Bell. Khi điện thoại thay thế điện báo, chuyển tiền trở thành hoạt động kinh doanh chính của công ty.